# Polsøger
En polsøger efter VDE 0680 del 6 enpolet spændingstester op til 250 V vekselspænding) er et lille simpelt testværktøj til at fastslå om der er vekselspændinger i lavspændingsintervallet fra 100 V og op til 250 V i forhold til jordpotentialet ved frekvenser mellem 50 og 500 Hz. Typisk bliver en polsøger anvendt til at teste for spænding i lavspændings elforsyningsnet.

## Typer
Der findes forskellige måder og teknikker til at teste for en elfase.

### Glimlampe
Simple polsøgere består af en lille glimlampe og en formodstand i intervallet 820 kΩ til 1 MΩ, som er pakket ind i en prisgunstig gennemsigtig isoleret skruetrækker. skruetrækkerspidsen anvendes til at måle ved elektrisk kontakt (f.eks. i en stikdåse). Den anden ende af polsøgeren berøres let med en finger. Hvis spidsen rører en fase lyser glimlampen.